# کینه (فیلم ۱۳۵۴)
کینه فیلمی به کارگردانی عباس کسایی و نویسندگی میلاد محصول سال ۱۳۵۴ است.

## خلاصه داستان
مصطفی (حسین گیل) رانندهٔ کامیون است و بر اثر تصادف باعث فلج شدن پدر شاگردش (محمدتقی کهنموئی)، موسوم به مملی (حسین شهاب)، شده‌است. مصطفی به رغم این که به پیرمرد کمک می‌کند مملی از او بیزار است. مصطفی در جاده با داوود (منوچهر وثوق) آشنا می‌شود، که به تازگی از زندان آزاد شده‌است. مصطفی خواهرش (طوطی سلیمی) را به عقد داوود، درمی‌آورد. حکمت (احمد معینی) به دختر علاقه دارد، و در ماجرایی موجب مرگ زینت (نادیا)، نامزد مصطفی، می‌شود. حکمت می‌گریزد و داوود که زینت را در شأن مصطفی نمی‌دانسته، به دلیل حضور در صحنه جنایت متهم به قتل می‌شود؛ اما مصطفی خود را به عنوان قاتل معرفی می‌کند. تنها شاهد ماجرا مملی است که در آخرین لحظه، پس از این که سر مصطفی را بالای دار می‌بیند، با اصرار پدرش با شهادت خود موجب آزادی مصطفی و دستگیری حکمت می‌شود.

## بازیگران
- منوچهر وثوق
- طوطی سلیمی
- حسین گیل
- نادیا
- احمد معینی
- محمدتقی کهنمویی
- ملیحه نصیری
- عباس مختاری
- حسین شهاب